# Колоніальний розподіл Африки

Карта Африки станом на 1914 рік:
Бельгія
Франція
Німеччина
Велика Британія
Італія
Португалія
Іспанія
Незалежні держави

Колоніа́льний розпо́діл А́фрики — процес розділення африканського континенту на сфери впливу між великими європейськими державами в кінці 19-го і на початку 20-го століття, до Першої світової війни. Розподіл супроводжувався численними конфліктами між державами-імперіалістами, тому в англійській літературі отримав зневажливу назву scramble for Africa, що перекладається як «видряпування Африки», «роздирання Африки», «бійка за Африку».
Колоніальний розподіл Африки характеризувався переходом від непрямого імперіалізму до контролю територій за допомогою військового впливу, економічного домінування аж до прямого правління. Спроби упорядкувати конфлікти між імперіями на зразок Берлінської конференції (1884—1885) між Британською імперією, Третьою французькою республікою та Німецькою імперією виявилися марними.

## Дослідження континенту
Серйозні дослідження глибин Африки європейцями почалися наприкінці 18-го століття. До 1835 року були складені мапи більшої частини північно-західної Африки. Серед найзнаменитіших дослідників були Девід Лівінгстон та Серпа Пінту. Вони склали карти широких просторів південної та центральної Африки. Експедиції 1850—1860 років Річарда Бертона, Джона Спіка та Джеймса Гранта встановили розташування Великих Африканських озер і витоків Нілу. До кінця 19-го століття європейці прослідкували Ніл до джерел, визначили русла річок Нігер, Конго та Замбезі й усвідомили багатство природних ресурсів Африки.
Проте європейські держави контролювали лише 10 % континенту. Найважливішими володіннями були Алжир, який належав Франції, Капська колонія, що була під контролем Британії, та португальські Ангола й Мозамбік.
Технічний прогрес полегшив заморський експансіонізм. Індустріалізація призвела до швидкого розвитку транспорту і засобів зв'язку, особливо у формі пароплавства, залізниць та телеграфу. Важливу роль зіграли також медичні досягнення, зокрема в області розвитку ліків проти тропічних хвороб. Винахід хініну, ефективного засобу проти малярії, дозволив білим отримати можливість доступу в обширні тропічні території.

## Причини роздирання Африки

### Африка та світовий ринок
Територія на південь від Сахари залишалася останнім регіоном світу, якого ще не торкнувся неформальний імперіалізм. Для правлячої еліти Європи вона мала ще й економічну та расову привабливість. Тоді, як торговий баланс Британії накопичував дефіцит з огляду на надзвичайно протекціоністський континентальний ринок впродовж тривалої депресії (1873—1896), Африка обіцяла Сполученому Королівству, Німецькій імперії, Франції та іншим країнам відкритий ринок, що забезпечив би позитивний торговий баланс — цей ринок купував би в метрополій більше, ніж продавав би їм.
Британська імперія на той час розвинулася в першу у світі пост-індустріальну націю. Фінансові послуги ставали дедалі важливішим сектором її економіки. Заморські капіталовкладення з надлишком компенсували негативний торговий баланс, особливо капіталовкладення в нові ринки: Африку, білі колонії, Близький Схід, Південно-Східну Азію та Океанію.
Крім того, надлишковий капітал часто з вигідніше було вкласти в заморських країнах, де дешева робоча сила, обмежена конкуренція та багаті сировинні ресурси створювали можливість для високих прибутків. Приваблювало імперіалістів, звісно, й те, що зростав попит на сировину, недоступну в Європі, особливо на мідь, бавовну, гуму, чай, олово, до яких призвичаївся європейський покупець, і від яких стала залежати європейська промисловість.
Однак у Африці, за винятком Південної Африки, європейські капіталовкладення були відносно малими в порівнянні з іншими континентами. Тому компанії, які проводили торгівлю з тропічною Африкою були відносно малими, якщо не рахувати Де Бірс Сесіла Родса. Родс зумів урвати для себе Родезію так, як потім, і зі значно більшою брутальністю, бельгійський король Леопольд II експлуатував Вільну державу Конго. Ці розмірковування можуть відвернути увагу від таких проімперських аргументів колоніального лобі, яке вбачало в заморських африканських ринках розв'язання проблеми низьких цін та надвиробництва, спричинених зменшенням континентальних ринків. Проте, за класичною тезою Джона Гобсона у книзі «Імперіалізм» (1902), яка вплине згодом на таких авторів, як Ленін (книга 1916 року «Імперіалізм як вища стадія капіталізму»), Троцький та Арендт (книга 1951 року «Походження тоталітаризму»), саме зменшення континентального ринку було основним чинником розвитку нового глобального імперіалізму. Історики пізнішого періоду зазначали, що така статистика лише затуманювала той факт, що формальний контроль над тропічною Африкою мав важливе стратегічне значення в еру ворожнечі між імперіями, особливо зважаючи на стратегічне розташування Суецького каналу. У 1886 році виникла «золота лихоманка» в Південній Африці, яка призвела до заснування Йоганнесбурга й стала найважливішим фактором у Другій бурській війні 1899 року. Ця «золота лихоманка» призвела до виникнення надлишку грошей та людського ресурсу, який отримав волю покинути Британію назавжди, що, як зазначає Ганна Арендт, було новим явищем в імперіалістичну епоху.

### Стратегічне суперництво
Тоді, як тропічна Африка не була великою зоною капіталовкладень, такими були інші заморські регіони. Широкий простір між багатими на золото та алмази Південною Африкою та Єгиптом, мав важливе стратегічне значення для забезпечення потоку заморської торгівлі. Британія, наприклад, знаходилася під політичним тиском — забезпечити контроль над прибутковими ринками, такими як Індія, Китай та Південна Америка, й уберегти ці ринки від конкурентів. Суперництво між Британією, Францією, Німеччиною та іншими європейськими державами відповідальне за значну частину зусиль на колонізацію.
Так, Німеччина, об'єднана під правлінням Пруссії тільки в 1866 році після битви при Садовою та після франко-прусської війни, на початок періоду нового імперіалізму не була колоніальною державою, тож включилася в перегони із завзяттям. На ту пору вона вже була індустріальною державою й наступала на п'яти Британії, але, зважаючи на колишню роз'єднаність та відсутність досвіду сучасної навігації, ще не мала нагоди створити для себе заморської території. При Бісмарку, який запровадив Weltpolitik — світову політику, ці фактори почали змінюватися. За допомогою двоїстого союзу з Австро-Угорщиною, а потім Троїстого союзу з Італією, він заклав основу під політику ізоляції Франції. Потім, на Берлінській конференції 1884—1885 років були встановлені правила ефективного контролю іноземної території. Експансіонізм Німеччини виразився в плані Тірпіца — побудови другого у світі за силою військового флоту. Адмірал Альфред фон Тірпіц і надалі провадив політику гонки озброєнь із Британією. Ці зусилля до 1914 року призвели до того, що німецький флот поступався британському тільки на 40 %. За словами Тірпіца така агресивна морська політика підтримувалася Національною ліберальною партією Німеччини, а не консерваторами, що підкреслювало те, що основну підтримку імперіалізм отримував від дедалі сильнішого класу буржуазії.

#### RealpolitikБісмарка
Німеччина розпочала світову експансію в 1880-х роках під проводом Бісмарка і при заохочуванні з боку національної буржуазії. Дехто з них ратував за експансію на Філіппінах та Тиморі, інші пропонували закріпитися на Формозі тощо. Наприкінці 70-х років ці ізольовані голоси почали зливатися в реальну політику, відому під назвою Weltpolitik — світова політика з ідеологічною основою в меркантилізмі. Таким чином пангерманізм з'єднався із імперіалістичними амбіціями молодої нації. На початку 1880-х був створений Deutscher Kolonialverein. Це колоніальне лобі було зв'язане з націоналістичним рухом Alldeutscher Verband
Німеччина стала третьою за величиною колоніальною силою в Африці, захопивши 2,6 млн км² території з населенням у 14 млн осіб — колонії Південно-Західна Африка, Тоголенд, Камерун та Танганьїка. Змагання за поділ Африки на шматки між імперіалістичними державами призвело до того, що Бісмарк запропонував провести Берлінську конференцію 1884—1885 років. Після укладення Сердечної угоди між Францією та Британією в 1904 році, Німеччина спробувала добитися ізоляції Франції в 1905 році, що викликало Першу марокканську кризу. В результаті на Альгесіраській конференції 1905 року Франція отримала в обмін на свій вплив у Марокко інші території. Нова криза, Агадірська, виникла в 1911 році. Разом із інцидентом у Фашоді, де дійовими особами були Франція та Сполучене Королівство, така послідовність міжнародних криз свідчить про наростання боротьби між різними імперіалістськими силами, яке незабаром стало причиною Першої світової війни.

### Конфлікти між імперіалістичними державами
Тоді, як П'єр Саворньян де Бразза досліджував королівство Конго на користь Франції, Генрі Мортон Стенлі проводив дослідження на користь бельгійського короля Леопольда II, який організував заснування свого власно приватного Конго — Вільної держави Конго. Під виглядом захисту гуманності та відмови від рабства Леопольд експлуатував щойно придбані землі, використовуючи нелюдські методи. Його злочини стали відомими світу в 1905 році, але він тримав колонію в своїх руках до 1908 року, і лише тоді був змушений передати управління бельгійському уряду.
Франція окупувала Туніс в травні 1881 року, а Гвінею в 1884 році. Окупація Тунісу була однією з причин, що змусили Італію в 1882 році пристати до двоїстого союзу між Німеччиною та Австро-Угорщиною, утворивши Троїстий союз. В 1881 році Британія окупувала Єгипет, що номінально належав Отоманській імперії, і в свою чергу правив Суданом і частиною Сомалі. В 1870 та 1882 роках Італія захопила частину Еритреї, а в 1884 році Німеччина оголосила Тоголенд, Камерун та Південно-Західну Африку своїми протекторатами. Французька Західна Африка була заснована в 1895 році, а Французька Екваторіальна Африка — в 1910.
Італія продовжувала політику завоювань, щоб здобути місце під сонцем. Після поразки в Першій Італо-Ефіопській війні 1895—1896-го років вона заволоділа Сомалілендом в 1889—1890 роках та всією Еритреєю в 1899 році. В 1911 році Італія вступила у війну з Османською імперією, в якій захопила Триполітанію та Сиренаїку (сучасна Лівія). Енріко Коррадіні, який повністю підтримував війну, а потім об'єднав свою групу із зародком фашистської партії, у 1919 році проголосив концепцію пролетарського націоналізму, який повинен був на його думку легітимізувати імперіалізм, дивним чином змішавши соціалізм та націоналізм: «Ми повинні почати з визнання факту існування пролетарських націй так само, як і класу пролетаріату; а це означає, що є народи, життя яких підпорядковане… шляху розвитку інших народів; так само, як із класами. Якщо це визнати, то націоналізм повинен твердо наполягати на такій правді: Італія є, матеріально й морально, нацією пролетарською». Друга італо-ефіопська війна 1935—1936 років, яку розпочав Муссоліні стане, власне, однією з останніх колоніальних воєн (тобто ставитиме мету захопити територію, на відміну від війни на національне визволення). Ефіопія, яка залишалася останньою незалежною африканською державою, буде окупована впродовж 5-ти років.
З іншого боку британці облишили свою політику чудової ізоляції, уклавши в 1902 році британо-японський альянс, який дозволив Японській імперії звитяжно закінчити війну з Росією. В 1904 році Сполучене Королівство підписало Сердечну угоду з Францією, а 1907 році — потрійну Антанту, до якої долучилася Росія, таким чином укріпившись проти терпеливо організованого Бісмарком Троїстого Союзу.

### Американське колонізаційне товариство й заснування Ліберії
Сполучені Штати ця «золота лихоманка» зачепила лише ледь-ледь — через Американське колонізаційне товариство, яке в 1816 році заснував Роберт Фінлі. Товариство пропагувало еміграцію до Ліберії — «країни вільних», яка була колонією для звільнених чорних рабів, заснованою в 1820 році. Колишній раб Лотт Кейрі був першим американським баптистським місіонером в Африці. Місцеві жителі чинили опір цій колонізаційній спробі.
Американське колонізаційне товариство контролювало колонію Ліберію до 1847 року, коли, відчуваючи загрозу анексії поселення британцями, Ліберію проголосили незалежною державою. Таким чином, Ліберія стала першою деколонізованою країною в Африці. До 1867 року Товариство відіслало в Ліберію понад 13 тисяч емігрантів. Після Громадянської війни, коли чимало чорних насправді захотіли поїхати туди, фінансова підтримка колонізації зійшла нанівець. По тому Товариство зосередило свої зусилля не на еміграції, а на освітніх та місіонерських програмах.

## Низка криз до Першої світової війни

### Колонізація Конго
Експедиції Девіда Лівінгстона, продовжені Генрі Стенлі, викликали захоплення в європейців. Спочатку, висунуті Стенлі грандіозні ідеї колонізації, отримали незначну підтримку, оскільки відлякував масштаб потрібних зусиль. Всіх, за винятком, короля Бельгії Леопольда II, який організував Міжнародну африканську асоціацію в 1876 році. З 1879 по 1884 роки бельгійський король потайки послав Стенлі в район річки Конго. Стенлі укладав угоди з африканськими вождями, племена яких проживали обабіч річки, й до 1882 року назбирав достатньо території для заснування Вільної Держави Конго. З 1885 року Леопольд II володів колонією особисто, отримуючи звідти слонову кістку та каучук.
Тоді як Стенлі досліджував Конго на замовлення бельгійського короля, у район західного басейну річки пройшов франко-італійський морський офіцер П'єр де Бразза. Він заснував місто Браззавіль і підняв над ним французький прапор, розпочавши таким чином окупацію країни, яка нині відома під назвою Республіка Конго. Претендувала на ці території й Португалія, у якої вже давно були угоди з тубільною Імперією Конго. Португалія в 1884 році уклала договір з Британією з метою блокувати Товариству Конго доступ до Атлантичного океану.
До 1890 року Вільна Держава Конго консолідувала контроль над територією між Леопольдвілем та Стенлівілем. В її планах було просування на південь від Стенлівіля угору за руслом річки Луалаба. Водночас Британська південно-африканська компанія Сесіля Родса (який свого часу проголосив: «усі ці зірки… обширі недосяжні світи. Я міг би, хотів би анексувати інші планети») розширювала свої володіння на північ від річки Лімпопо. Плани розширення володінь сходилися в районі Катанги, де на той час було Королівство Єке під правлінням Мсірі. Мсірі був наймогутнішим у військовому плані правителем регіону. Крім того, він торгував у великих кількостях міддю, слоновою кісткою та рабами. До європейців доходити також чутки про золото. Драпіжна боротьба за Катангу є найяскравішим прикладом політики того часу. Родс зі своєю компанією послали в королівство Мсірі дві експедиції. Експедиція 1890 року під проводом Альфреда Шарпа зустріла відсіч і зазнала невдачі, а Джозеф Томсон не зумів добратися до Катанги. В 1891 році Леопольд II послав чотири експедиції. Перша експедиція змогла тільки здобути туманно сформульований лист. Наступна експедиція зустріла відсіч і зазнала невдачі. Добре озброєна експедиція Вільяма Стерза отримала наказ взяти Катангу, незважаючи на згоду чи незгоду Мсірі. Той відмовився, був застрелений, йому відрубали голову й виставили на палі, як «варварський урок» тубільцям. Четверта експедиція завершила роботу, встановивши в місті певного роду адміністрацію і поліційні сили.
Півмільйона квадратних кілометрів Катанги потрапили у володіння Леопольда. Таким чином його африканські території збільшилися до 2 млн. 300 тис. км², що в 75 разів перевищувало площу Бельгії. У Вільній Державі Конго встановився режим терору, який включав масові вбивства мільйонів та рабську працю. Зрештою Бельгія під тиском Асоціації реформ у Конго припинила правління короля й анексувала територію на користь держави. Відтоді вона називалася Бельгійське Конго. Оцінки загального числа жертв дуже різняться. Оскільки перепис не проводився до 1924 року, оцінити людські втрати складно. Доповідь Кейсмента говорить про три мільйони, пояснюючи обезлюднення чотирма причинами: нерозбірливою у заходах війною, голодом, зменшенням народжуваності та тропічними хворобами.

## Суецький канал
Початково концесію на побудову Суецького каналу отримав від правителя Єгипту Ізмаїл Паші Фердинанд де Лессепс. Одні джерела оцінюють кількість робітників на будівлі у 30 тисяч, водночас інші зазначають, що впродовж десяти років від недоїдання, втоми та хвороб, особливо холери, померло близько 120 тисяч робітників. Невдовзі до завершення спорудження каналу в 1869 році, Ізмаїл Паша позичив під великий процент гігантські суми грошей у французьких та британських банкірів. До 1875 року в нього виникли фінансові проблеми, і він був змушений продати свою долю в каналі. За акції вхопився прем'єр-міністр Сполученого Королівства Бенджамін Дізраелі, на меті в якого була забезпечення Британії контроль в управлінні стратегічним водним шляхом. Коли в 1879 році Ізмаїл Паша оголосив платіжну неспроможність Єгипту, Британія та Франція встановили спільний контроль над країною, змусивши правителя Єгипту зректися престолу. Правлячі класи Єгипту не зраділи чужоземній інтервенції. У 1882 році проти правителя й європейського впливу піднявся Урабський заколот, через рік заколот Махді. На чолі заколоту стояв Мухамед Ахмед, який у 1881 році проголосив себе Махді, ісламським месником. Заколот продовжувався до 1898 року, в якому його придушив Кітченер.

## Берлінська конференція
Окупація Єгипту та колонізація Конго були першими масштабними діями в майбутній бійці за Африканську територію. У 1884 році Отто Бісмарк скликав у Берліні конференцію з метою обговорити Африканські проблеми. На ній дипломати європейських країн вдавалися до гуманітарної риторики, засуджуючи работоргівлю, забороняючи в певних областях продаж алкоголю та зброї, виражаючи занепокоєність щодо безпеки місіонерської діяльності. Важливим наслідком конференції стало те, що дипломати уклали певні правила гри, яких повинні притримуватися великі держави при колонізації. Вони також домовилися про нейтральну зону вздовж річки Конго — саме там утворилася Вільна Держава Конго, якою заправляв бельгійський король Леопольд II. В цій зоні торгівля та навігація повинні були бути вільними. Жодна держава не мала права захоплювати території, не повідомивши про свої наміри інших. На жодну територію не можна було висувати претензії, попередньо не окупувавши її. Однак у гонитві про правила зручно забували, коли треба було, і в кількох випадках ледь-ледь пощастило уникнути війни.

### Окупація Єгипту та Південної Африки Британією
Британія окупувала Єгипет в 1882 році, хоча формально оголосила його протекторатом тільки в 1914-му. Формально колонією Єгипет ніколи не був. Впродовж 1890-х та 1900-х років були підкорені Судан, Нігерія, Конго та Уганда. На півдні Капська колонія (здобута ще в 1795 році) забезпечила базу для підкорення сусідніх африканських держав та поселенців-африканерів, які покинули мис, утікаючи від британців, заснувавши свої власні республіки. В 1877 році Теофілій Шепстоун анексував незалежний в період з 1857 по 1877 роки Трансвааль. В 1879 році, після англо-зулуської війни, Британія розширила свою владу на більшість колоній Південної Африки. Незадоволені бури повстали в 1880 році, що призвело до Першої англо-бурської війни 1880—1881 років. У 1881 році британський прем'єр-міністр Вільям Гладстон підписав мирний договір, дозволивши бурам самоуправління в Трансваалі. Друга англо-бурська війна проходила з 1899 по 1902 рік, і цього разу як Трансвааль, так і Вільна Оранжева республіка були переможені й поглинуті Британською імперією.

### Фашодський інцидент
Серед конфліктів між європейськими державами на шляху до зміцнення їхнього контролю над африканськими володіннями визначне місце належить фашодському інциденту 1898 року. Він ледь не привів до війни між Британією та Францією, хоча завершився стратегічною перемогою Британії й забезпечив основу для укладення в 1904 році Сердечної угоди. Причиною інциденту була боротьба за контроль над верхів'ями Нілу, впродовж якої Британія розширювала свій контроль на Судан.
Французьке просування у внутрішні райони Африки йшло із заходу (сучасна територія Сенегалу) на схід, вздовж південного краю Сахари через територію, що в наш час належить Сенегалу, Малі, Нігеру та Чаду. Французи намагалися встановити неперервний зв'язок між річкою Нігер та Нілом, контролюючи таким чином усю торгівлю зі смугою Сахелю, оскільки караванні шляхи через Сахару вже перебували в їхніх руках. З іншого боку британці хотіли сполучити свої володіння в Південній та Східній Африці з басейном Нілу. Судан, який у ті дні включав сучасну Уганду, був, звісно, ключем до втілення в життя цих амбіцій, зважаючи на те, що Єгипет уже перебував під британським контролем. Встановлення смуги британського контролю з півночі на південь Африки й прокладення залізниці від Суецького каналу до багатого на природні ресурси півдня було мрією Сесіля Родса. Цим планам аж до кінця Першої світової війни перешкоджали німецькі володіння в Танганьїці, проте Родс невпинно ратував за таку східно-африканську імперію.
Якщо провести лінію з півночі на південь від Каїра до Кейптауна та іншу — від Дакара до Африканського рогу, то вони перетнуться десь в Судані, в районі Фашоди, що пояснює стратегічну важливість цього населеного пункту. Французькі сили під керівництвом Жана-Батіста Маршана першими прибули туди, але незабаром у районі з'явилися й англійські війська під проводом лорда Кітченера, головнокомандувача Британською армією з 1892 року. Після періоду вичікування французи відступили, хоча встановлювати далі свій контроль над іншими постами в районі. У березні 1899 року Британія та Франція домовилися, що джерела Нілу та річки Конго будуть позначати границю двох сфер впливу.

### Марокканські кризи
Хоча Берлінська конференція встановила правила шматування Африки, вона не послабила боротьбу між різними імперіалістичними силами. Після Фашодського конфлікту 1898 року в 1904 році була підписана Сердечна угода, яка змінила роль, на яку могли претендувати різні європейські сили. Як наслідок, нова велика держава, Німеччина, вирішила випробувати силу свого впливу, використовуючи як поле бою спірні території в Марокко.
31 березня 1905 року кайзер Вільгельм II відвідав Танжер і виголосив промову на підтримку незалежності Марокко, кидаючи виклик французькому контролю. Права Франції в Марокко щойно в 1904 році підтвердити Британія та Іспанія. Промова кайзера викликала спалах французького націоналізму, і, спираючись на підтримку Британії, французький міністр закордонних справ Теофіль Делькассе, висловив своє обурення. Пік кризи припав на середину червня 1905 року, коли поміркованіший французький прем'єр Моріс Рув'є змусив Делькассе вийти зі складу кабінету. Але до липня 1905 року Німеччина опинилася в ізоляції, й французи погодилися скликати конференцію з метою пошуків виходу із кризи. До конференції як Франція так і Німеччина продовжували стояти на своєму. Німці почали мобілізувати військовий резерв, а французи пересувати війська до кордону.
В 1906 році для вирішення конфлікту була скликана Альгесіраська конференція. З тринадцяти держав Німеччину підтримала тільки Австро-Угорщина. За Францію виступили Британія, Росія, Італія, Іспанія та США. Врешті-решт 31 травня 1906 року німці підписали угоду, за якою Франція погоджувалася провести деякі зміни в Марокко, але зберегла свій контроль у ключових областях.
Однак через п'ять років сталася друга марокканська криза, або як її ще називають Агадірська криза. Її причиною було передислокація німецької канонірки Panther до порту Агадір 1 липня 1911 року. Німеччина на той час робила спроби ліквідувати британську перевагу на морі — Британія дотримувалася політики мати такий військовий флот, який був би більшим за два наступні за силою разом узяті. Коли британці почули про прибуття Panther до Марокко, вони подумали, що німці намагаються перетворити Агадір у свою атлантичну військово-морську базу.
Німці ж мали на меті підсилення своїх претензій на компенсацію, яку вони отримали за згоду на фактичний контроль французів над північно-африканським королівством. У листопаді 1911 року була підписана угода, за якою німці погоджувалися на французьке домінування в Марокко і отримували натомість територію в колонії Середнє Конго (тепер республіка Конго) в районі Французького Екваторіального Конго.
Незабаром Франція встановила повний протекторат над Марокко (30 березня 1912), покінчивши із залишками формальної незалежності країни. Більш того, британська підтримка Франції в двох марокканських кризах зміцнила Сердечну угоду між цими країнами й ще більш віддалила Британію та Німеччину, поглиблюючи розкол, який врешті призвів до Першої світової війни.

## Список африканських колоній

### Бельгія
Вільна держава Конго та Бельгійське Конго (сьогодні включає Руанду (період 1916—1960), Бурунді (1916—1960) та Демократичну республіку Конго).

### Франція
Алжир
Берег Слонової Кістки
Туніс
Французьке Марокко
Французька Західна Африка
Мавританія
Сенегал
Камерун
Французький Судан (тепер Малі)
Гвінея
Нігер
Французька Верхня Вольта (тепер Буркіна-Фасо)
Французька Дагомея (тепер Бенін)
Французька Екваторіальна Африка
Габон
Середнє Конго (тепер Республіка Конго)
Убангі-Шарі (тепер Центральноафриканська республіка)
Чад
Французький Сомаліленд (тепер Джибуті)
Мадагаскар
Коморські острови

### Німеччина
Німецький Камерун (тепер Камерун та частина Нігерії)
Німецька Східна Африка (тепер частково Танзанія, Руанда та Бурунді)
Німецька Південно-Західна Африка (тепер Намібія)
Німецький Тоголенд (тепер Того та західна частина Гани)

### Італія
Італійська Північна Африка (тепер Лівія)
Еритрея
Італійський Сомаліленд (тепер частина Сомалі)

### Португалія
Португальська Західна Африка (тепер Ангола)
Континентальна Ангола
Португальське Конго (тепер Кабінда)
Португальська Східна Африка (тепер Мозамбік)
Португальська Гвінея (тепер Гвінея-Бісау)
Острови Зеленого Мису
Сан-Томе і Принсіпі, до складу яких входили:
Острів Сан-Томе
Острів Принсіпі
Форт Сан-Хуан Баптіста до Ажуда (тепер Уїда, в Беніні)

### Іспанія
Іспанська Сахара (тепер Західна Сахара), до складу якої входили:
Ріо-де-Оро
Сагвія ель-Амбра
Іспанське Марокко
Сектор Тарфайя
Іфні
Іспанська Гвінея (тепер Екваторіальна Гвінея), до складу якої входили:
Фернандо По
Ріо Муні
Аннобон

### Сполучене Королівство
Єгипет
Англо-Єгипетський Судан (тепер Судан)
Британська Східна Африка
Кенія
Уганда
Занзібар
Британський Сомаліленд (тепер частина Сомалі)
Південна Родезія (тепер Зімбабве)
Північна Родезія (тепер Замбія)
Бечуаналенд (тепер Ботсвана)
Трансвааль (тепер частина Південно-Африканської республіки)
Капська колонія (тепер частина Південно-Африканської республіки)
Наталь (тепер частина Південно-Африканської республіки)
Оранжева Вільна Республіка (тепер частина Південно-Африканської республіки)
Південно-Африканська республіка)
Британська Південна Африка
Гамбія
Сьєрра-Леоне
Нігерія
Камерун (західні провінції)
Британський Золотий Берег (тепер Гана)
Ньясаленд (тепер Малаві)

### Незалежні держави
Ліберія, заснована США в 1821. Оголосила незалежність у 1847.
Ефіопія
Судан, незалежний при правлінні Махді між 1885 та 1899 роками